# Trichobius hirsutulus
Trichobius hirsutulus är en tvåvingeart som beskrevs av Joseph Charles Bequaert 1933. Trichobius hirsutulus ingår i släktet Trichobius och familjen lusflugor. Inga underarter finns listade i Catalogue of Life.